# 張觀 (永樂進士)
張觀（1382年—？），字尚賓，山西太原府代州四關一廂人，明朝政治人物。進士出身。

## 生平
永樂三年，山西鄉試中舉六十三名。永樂十年（1412年）壬辰科會試五十九名，殿試登進士第三甲第二十名，后選為翰林院庶吉士，編撰永樂大典。授監察御史。

## 家族
曾祖張彥恭。祖父張榮。父亲張思誠。